# Malinees constitutioneel referendum (1974)
| Stemverhoudingen in % |
| --------------------- |
|                       |

Het Malinees constitutioneel referendum van 1974 vond op 2 juni van dat jaar plaats. Een conceptgrondwet, opgesteld door de militaire regering, werd aan de bevolking van het land voorgelegd. De belangrijkste bepalingen in de grondwet (15 hoofdstukken en 81 artikelen) waren de terugkeer naar een burgerregering, de invoering van een eenpartijstelsel, vierjaarlijkse parlementsverkiezingen, een rechtstreeks gekozen president voor een termijn van vijf jaar en de instelling van de functie van minister-president. President als premier zouden niet meer dan een termijn mogen dienen. Personen die de laatste jaren functies hebben bekleedt onder het vorige regime zullen voor de duur van tien jaar uitgesloten van politieke functies. De militaire regering zou de tijd krijgen tot 1979 om de grondwet en haar bepalingen te implementeren, tot die tijd mag de regering aan de macht blijven.
Bij een opkomst van 92,2% stemde 99,66% van de kiezers vóór de nieuwe grondwet en de overgangsperiode van vijf jaar waarin de militaire regering de grondwet zou moeten doorvoeren.

## Uitslag
| Keuze                             | Stemmen   | %     |
| --------------------------------- | --------- | ----- |
| "Vóór"                            | 2.665.531 | 99,66 |
| "Tegen"                           | 8.989     | 0,34  |
| Ongeldige stemmen/ blanco stemmen | 3.625     | -     |
| Totaal                            | 2.678.145 | 100   |
| Geregistreerde kiezers/ opkomst   | 2.904.292 | 92,20 |
| Bron: AED, W.P.                   |           |       |